# Santuário de Nossa Senhora da Ajuda
O Santuário de Nossa Senhora da Ajuda localiza-se na freguesia de Malhada Sorda, no município de Almeida, distrito da Guarda, Portugal.
Este Santuário faz parte do Património Religioso da Diocese da Guarda.
A romaria ao Santuário de Nossa Senhora da Ajuda decorre em Setembro, sendo a maior romaria da Diocese da Guarda.

## História
A Romaria ao Santuário de Nossa Senhora da Ajuda tem origens remotas. A este Santuário acorrem milhares de pessoas a pagar promessas e fazer as suas preces todos os anos. No ano de 1948 era uma das cinco Romarias mais importantes e com maior afluência da Diocese da Guarda e a maior do Distrito.
«A origem da antiga ermidinha, anterior à atual capela, perde-se na rodagem dos tempos. O primeiro documento, de que há memória, referente a esta ermida, é datado de 1746 e nele se faz menção do sino da dita ermida, sino que tinha a era de 1390, as palavras de Jesus e Maria e, entre estas duas palavras, em alto relevo, as armas da vila de Vilar Maior.
Também foi encontrado, no cartório da Câmara da mesma Vila, a cujo concelho esta freguesia pertencia, a Bula original do Papa Urbano VIII, passada em 5 de Fevereiro de 1629, pela qual se concede indulgência plenária perpétua aos fiéis que visitassem a Senhora na Sua Capela no dia primeiro de Maio e outras indulgências parciais, nos dias da Assunção, Expectação, Visitação e Natividade da mesma Senhora.
Os anos foram passando e a devoção a Nossa Senhora da Ajuda, cada vez, se ia mais desenvolvendo. No entanto, veio o decreto de 30 de Maio de 1834, assinado por Joaquim António de Aguiar, que os habitantes desta freguesia tiveram a arrojada ideia de edificarem a atual Capela, sem dúvida uma das maiores da vasta Diocese da Guarda, ficando concluída em 6 de Setembro de 1900, sendo pároco da Freguesia o Padre António Lourenço Vasco, natural de Nave de Haver.»
Tanto o Santuário de Nossa Senhora da Ajuda como o Convento dos Frades Descalços de Santo Agostinho estão classificados como Património Arquitetónico pelo SIPA.

### Convento dos Frades Descalços de Santo Agostinho
«Ainda nos tempos da ermida, nasceu o Convento dos Frades Descalços de Santo Agostinho, também chamado de Convento dos Frades de Santo Agostinho e de Convento de Nossa Senhora da Ajuda. A fundação deste convento foi autorizada pelo Superior Geral da sua ordem, Frei Francisco dos Remédios, nascido em Alfaiates e criado na Miuzela, que teve a inspiração de converter a ermida num convento. Pede licença à Câmara de Vilar Maior, para erigir o Convento junto à ermida. Essa licença foi-lhe passada em São Pedro do Carril, por escrito, em 16 de Março de 1746. Na segunda-feira seguinte, alcançou também por escrito autorização do Reverendo Padre Pascoal Carneiro, pároco da freguesia.
Em seguida, pela freguesia e com autorização do Bispo de Lamego, a cuja jurisdição pertencia, foi-lhe cedida a antiga ermida de Nossa Senhora da Ajuda, com o encargo da assistência espiritual ao povo e de os recolher em tempos de guerra.
Obteve também autorização real, mandada passar por El-Rei D. João V, em 17 de Dezembro de 1746, para dar início à fundação deste Convento. Veio em seguida o Reverendo Frei Francisco da Expectação, com licença do Superior da Ordem, para fazer as escrituras das ditas doações e outras que lhe fizeram algumas famílias da freguesia.
Aplanadas algumas pequenas dificuldades pelo Capitão-Mor da vila de Vilar Maior, procedeu-se às necessárias escrituras, pelo Tabelião Fernando João Pinto em Vilar Maior, a 16 de Março de 1747. Em 25 de Setembro desse mesmo ano, as escrituras foram confirmadas pela Câmara de Vilar Maior.
Lavradas as escrituras, deu-se início imediato à edificação do Convento. Enquanto as obras não foram concluídas, o Cónego da Sé da Guarda, António Afonso Borregana, que era natural desta freguesia, emprestou as casas que possuía na rua Direita, para que aí a dita Ordem fundasse um Hospício. Este Hospício que foi habitado primeiramente por Frei Tomé das Chagas, Frei João do Bonfim e Frei Manuel da Santa Catarina, que vieram em fins de Setembro de 1747, chegou à dignidade de Convento da Ordem Agostiniana Descalça.
Em 1754 o Convento de Nossa Senhora da Ajuda estava concluído e nesse mesmo ano deram entrada os primeiros Frades da Ordem de Santo Agostinho. O Convento foi progredindo e várias doações lhe foram feitas conforme cópias de escrituração, que ainda existem.»
Hoje em dia, o Convento encontra-se abandonado, tendo começando a sua degradação com a expulsão das ordens religiosas de Portugal, pelo Marquês de Pombal.

## Lenda de Nossa Senhora da Ajuda
Malhada Sorda, aldeia em tempos não muito distantes conhecida pela terra da louça de barro, está situada numa região agreste onde as pedras são calcinadas e negras e a terra é árida.
A grande devoção desta aldeia é Nossa Senhora da Ajuda que é venerada na sua capela sobranceira ao Rio Coa, a uns quinhentos metros da localidade para poente, venerada não só pelo povo da freguesia mas também por muitos fiéis das terras vizinhas.
Segundo a lenda, conta-se a existência de uma excelente escultura em jaspe e de altura mediana como primitiva imagem de Nossa Senhora da Ajuda, que vinha de Espanha destinada a Idanha, sendo transportada num carro puxado por uma parelha de mulas ou de vacas. No centro de Malhada Sorda, no local onde se celebram as principais cerimónias religiosas de 7 e 8 de setembro, há duas ruas, uma em direção a Idanha e outra em direção a poente e, embora o cocheiro pretendesse que os animais seguissem na direção daquela povoação, estas deram "carreira" e só pararam no local onde se construiu, posteriormente, a atual capela.
O cocheiro foi assim obrigado a deixar ali a imagem de Nossa Senhora da Ajuda, visto que os animais se recusaram a sair dali, manifestando assim a vontade da Senhora de permanecer para sempre naquele local.

## Capela de Nossa Senhora da Ajuda

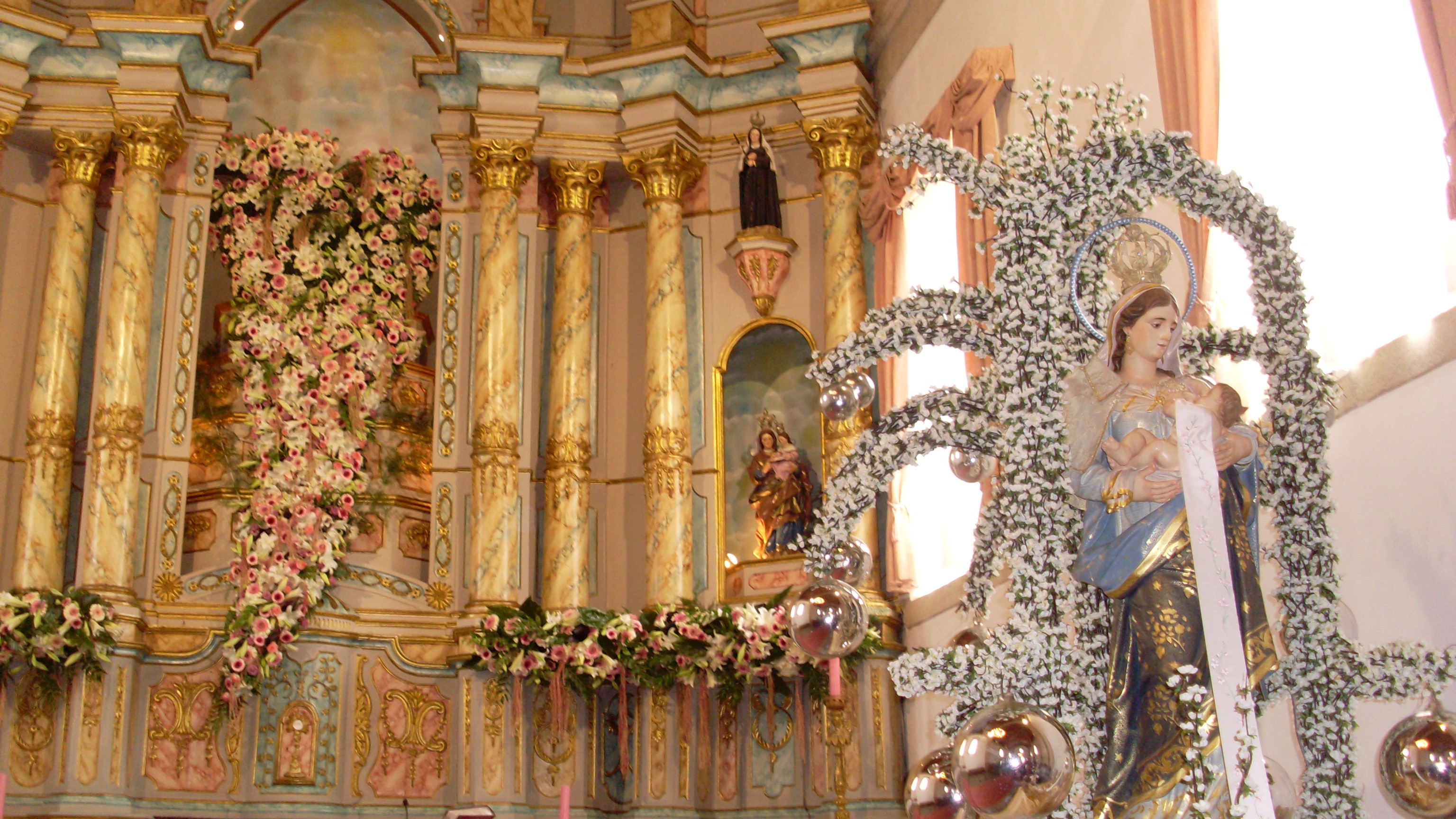
Altar e Imagem de Nossa Senhora da Ajuda

«A atual capela mede 29 metros de comprimento, 10,80 metros de largura e 14 metros de altura, tendo ainda o arco da capela-mor um vão de 6,60 metros, com 14 de altura, iluminada grandemente por 11 rasgadas janelas, munida ainda de um bom púlpito em cantaria lavrada, tendo por fundo uma riquíssima tribuna de 8 metros de largura por 10 de altura, com acesso por três amplas portas. É bem diferente da antiga ermidinha de Nossa Senhora da Ajuda.»

## Imagem de Nossa Senhora da Ajuda
A atual imagem de Nossa Senhora da Ajuda mede cerca de 1,45m de altura, é de data desconhecida e de escultor anónimo. É uma das mais belas que se conhecem. Inspira bondade, carinho, ternura, consolação, misericórdia, ajuda para todos que a invocam.
Sabe-se, no entanto que esta já é a segunda imagem de Nossa Senhora da Ajuda, pois a primeira ardeu na sequência de um incêndio: «a 8 de Setembro de 1939, mão devota, mas imprudente, que ostentava vela votiva, incendiou os enfeites do andor da Virgem, ficando Ela mesmo completamente irreconhecível. Lágrimas de desgosto, gritos de aflição por toda a parte.» A imagem tem hoje lindas pinturas modernas, que em nada desmerecem do seu antigo esplendor.

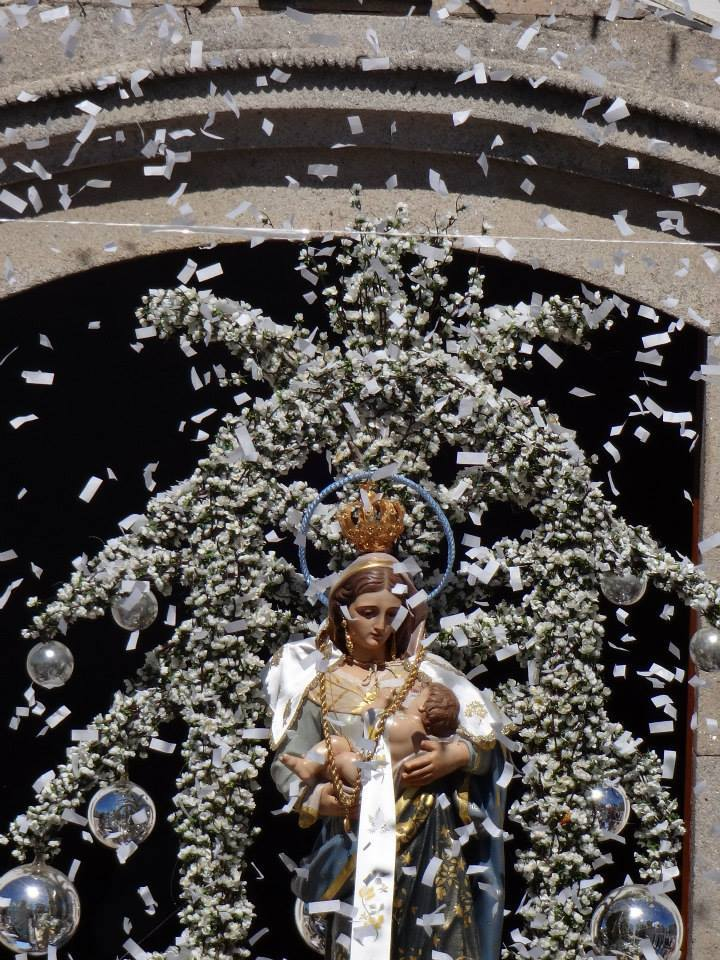
Final da Procissão das Festas em Honra de Nossa Senhora da Ajuda

## Peregrinação
O Santuário de Nossa Senhora Da Ajuda é um ponto importante e inquestionável de peregrinação, não só durante as festas, mas durante todo o ano.
No entanto, o ponto forte da peregrinação é nas festas de setembro, reunindo na aldeia de Malhada Sorda vários milhares de pessoas.
Há ainda Eucaristia no Santuário no dia 15 de agosto, Assunção de Nossa Senhora.

## Festas em Honra de Nossa Senhora da Ajuda
Estas festas são fixas, ocorrendo todos os anos de 5 a 9 de setembro, tendo como base a Festa da Natividade da Virgem Maria, no dia 8 de setembro. São as maiores Romarias da Diocese da Guarda. A Festa de Nossa Senhora da Ajuda “continua a ser uma grande manifestação de fé que atrai anualmente milhares de pessoas (cerca de vinte mil pessoas) do distrito e também de Espanha”. A festa que vem de tempos imemoriais tem a particularidade de ser organizada por oito mordomos solteiros (quatro rapazes e quatro raparigas). A Igreja Matriz de Malhada Sorda permanece aberta, no dia da festa, até de madrugada, para que os peregrinos realizem a sua oração e participem nos rituais. Nestes dias, a localidade converte-se em "Altar do Mundo".
Embora o que mais caracterize as Festas sejam as cerimónias religiosas, a festa profana também se tem vindo a afirmar nos últimos anos, sendo já muito famoso o Concerto da Banda Filarmónica e o Arraial do dia 8 de setembro.